# Jay Weinberg
Jay Weinberg (Middletown Township, 1990. szeptember 8. –) amerikai dobos. A Hesitation Wounds zenekarban, a Madballban, az E Street Bandben, a Slipknotban és az Against Me!-ben is játszott.

## Élete
1990-ben született New Jersey-ben. Édesapja Max Weinberg amerikai dobos, édesanyja Becky Weinberg tanár. Van egy lánytestvére, Ali Weinberg Rogin. Gyerekként jéghokizott is. Apja elvitte az Ozzfestre, hogy megnézzen egy Slipknot-koncertet. Kilencévesen elkezdett gitározni, basszusgitározni pedig 12-13 évesen kezdett.

## Diszkográfia
Stúdióalbumok a Slipknottal:
- .5: The Gray Chapter (2014),
- We Are Not Your Kind (2019)

Stúdióalbumok a Hesitation Woundszal:
- Hesitation Wounds (2013),
- Awake For Everything (2016),
- Chicanery (2019)

Stúdióalbumok az Against Me!-vel:
- White Crosses (2010)